# St. Cyriakus (Geseke)

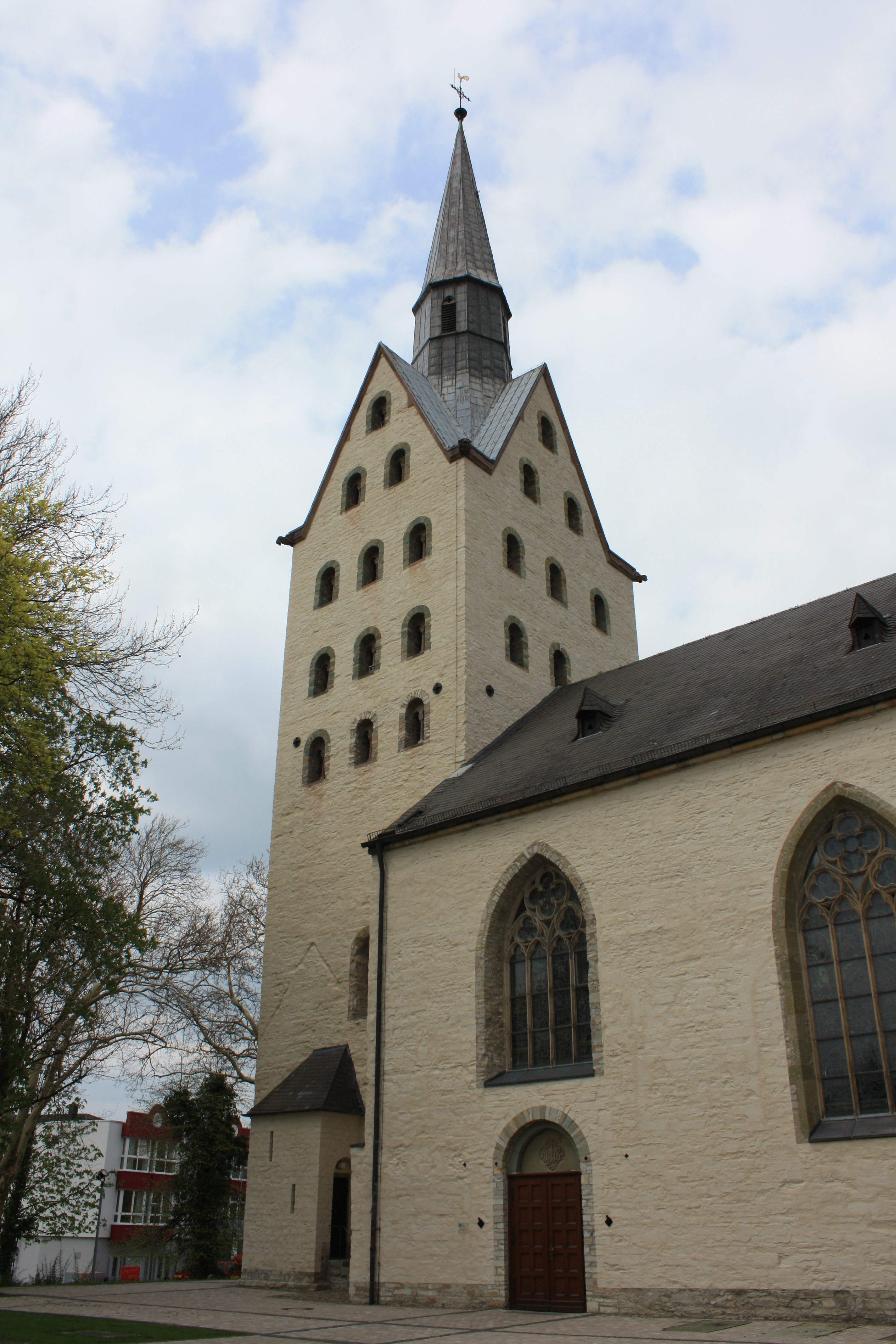
Pfarrkirche St. Cyriakus

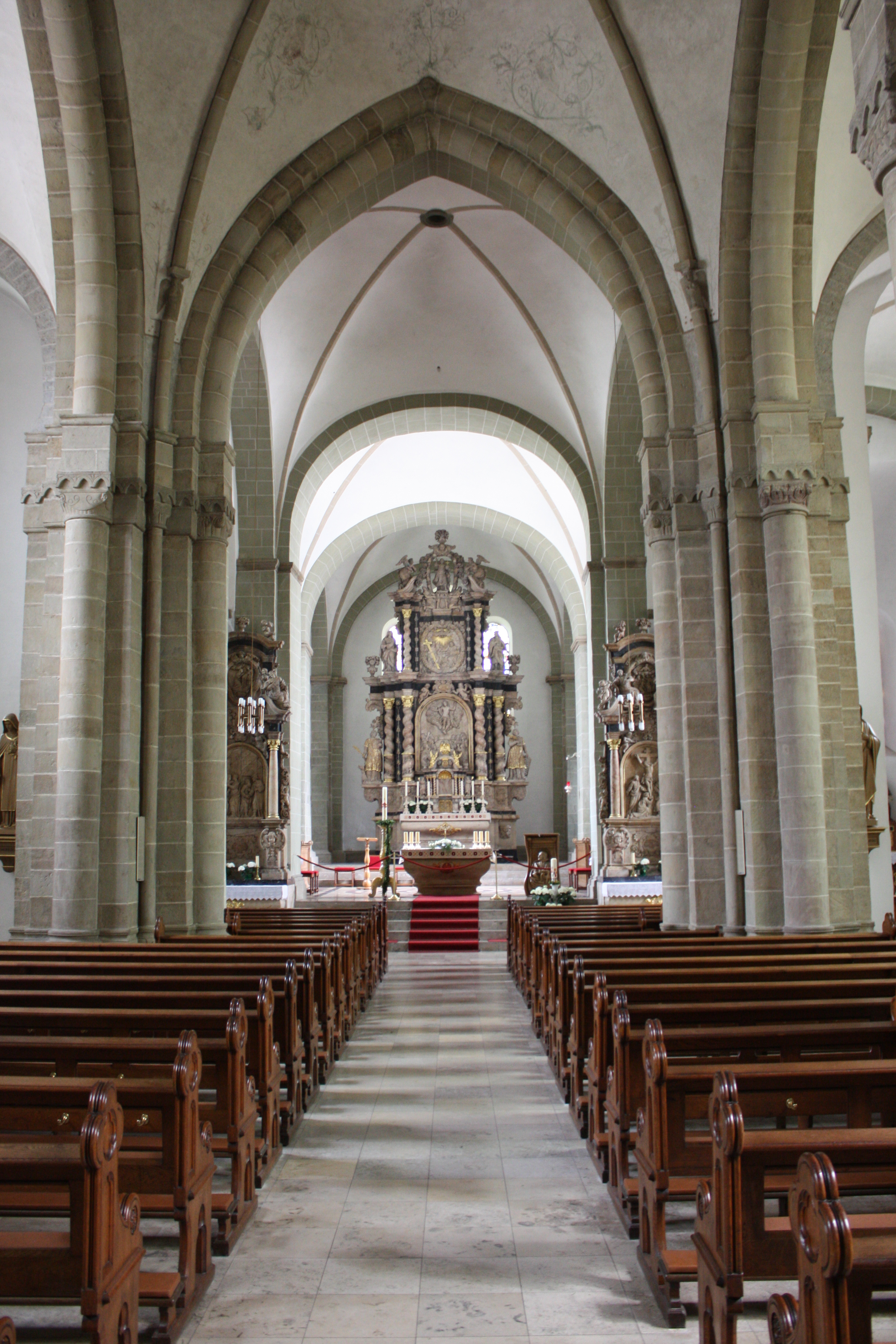
Blick durch das Schiff

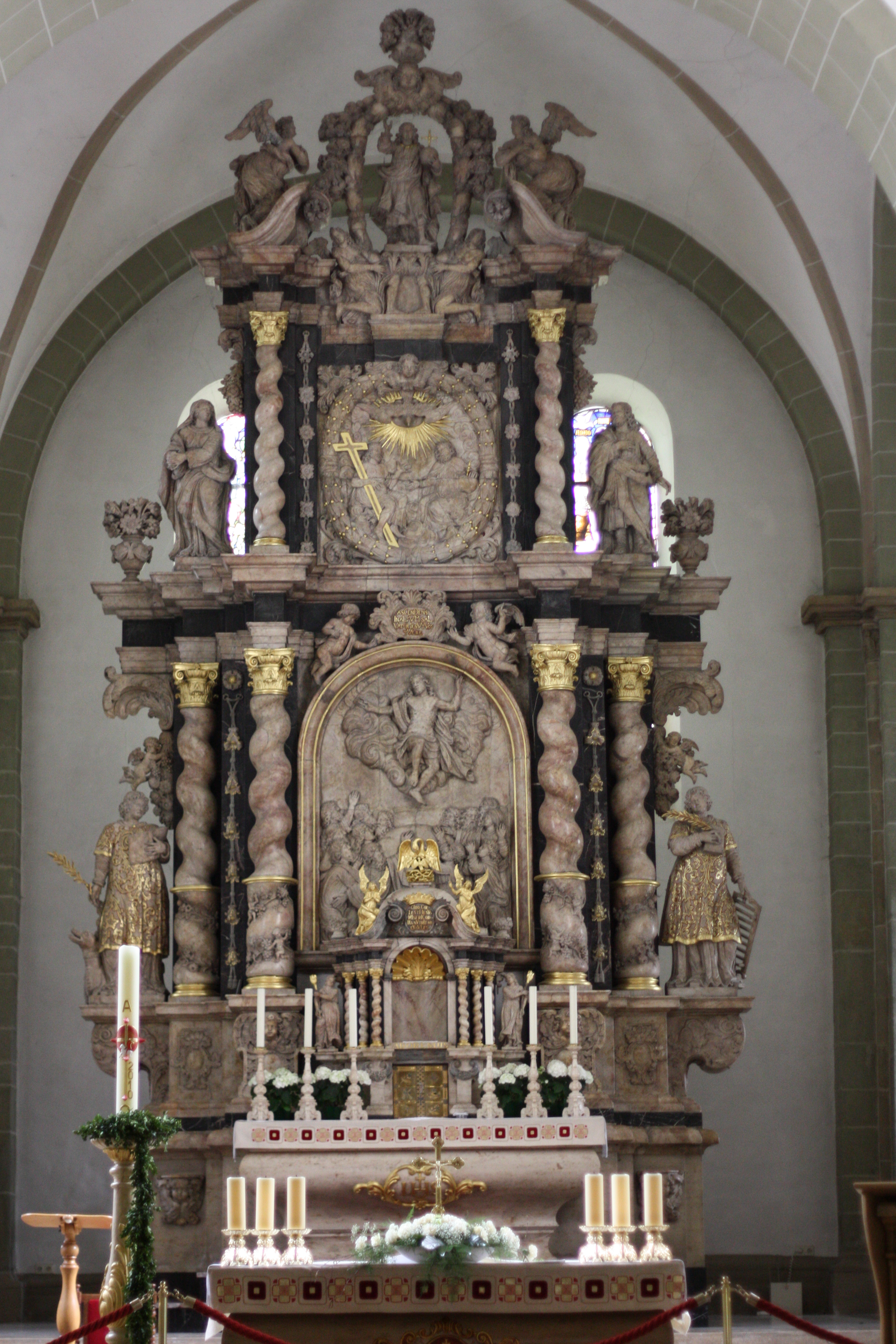
Der Hochaltar

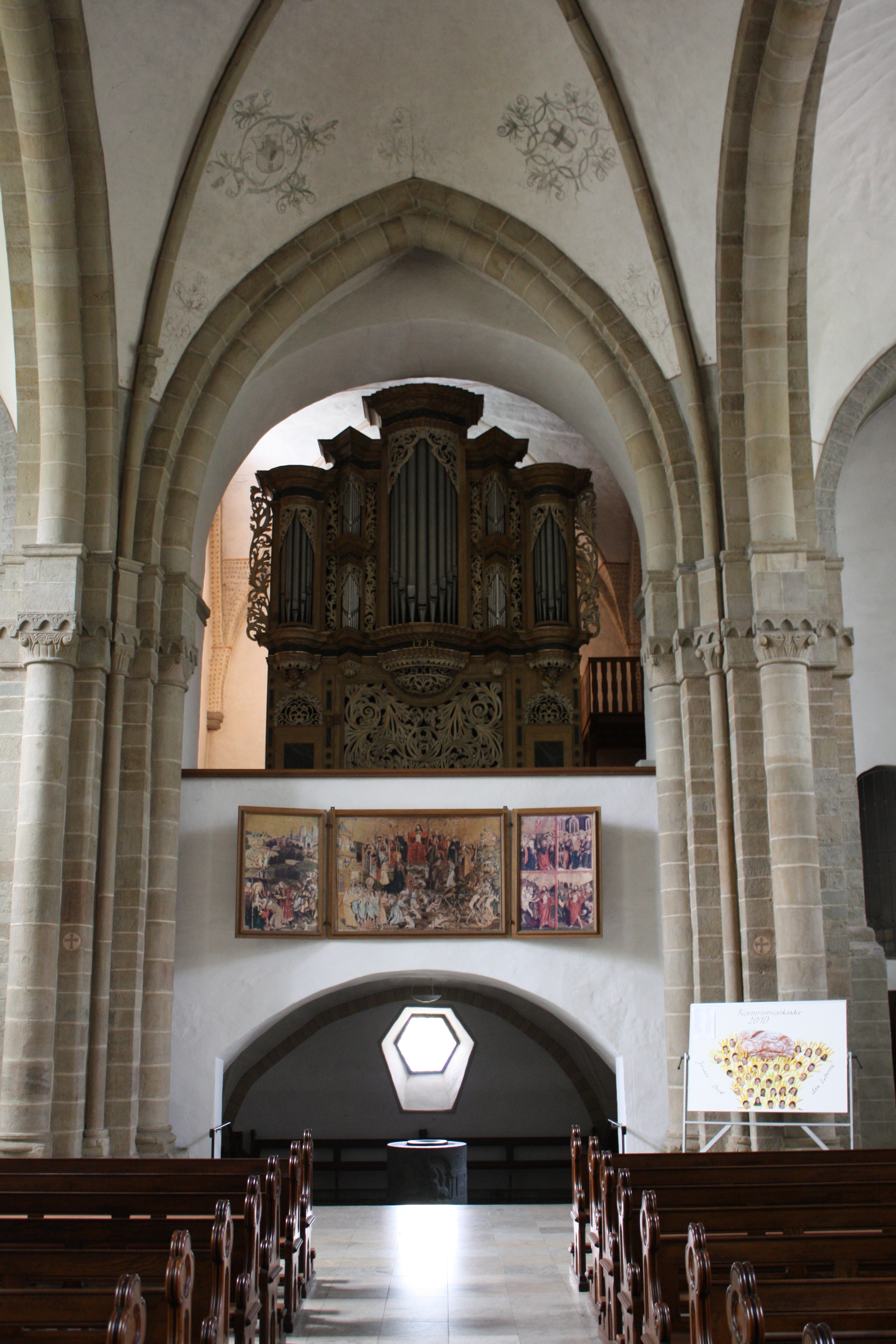
Blick auf die Orgel

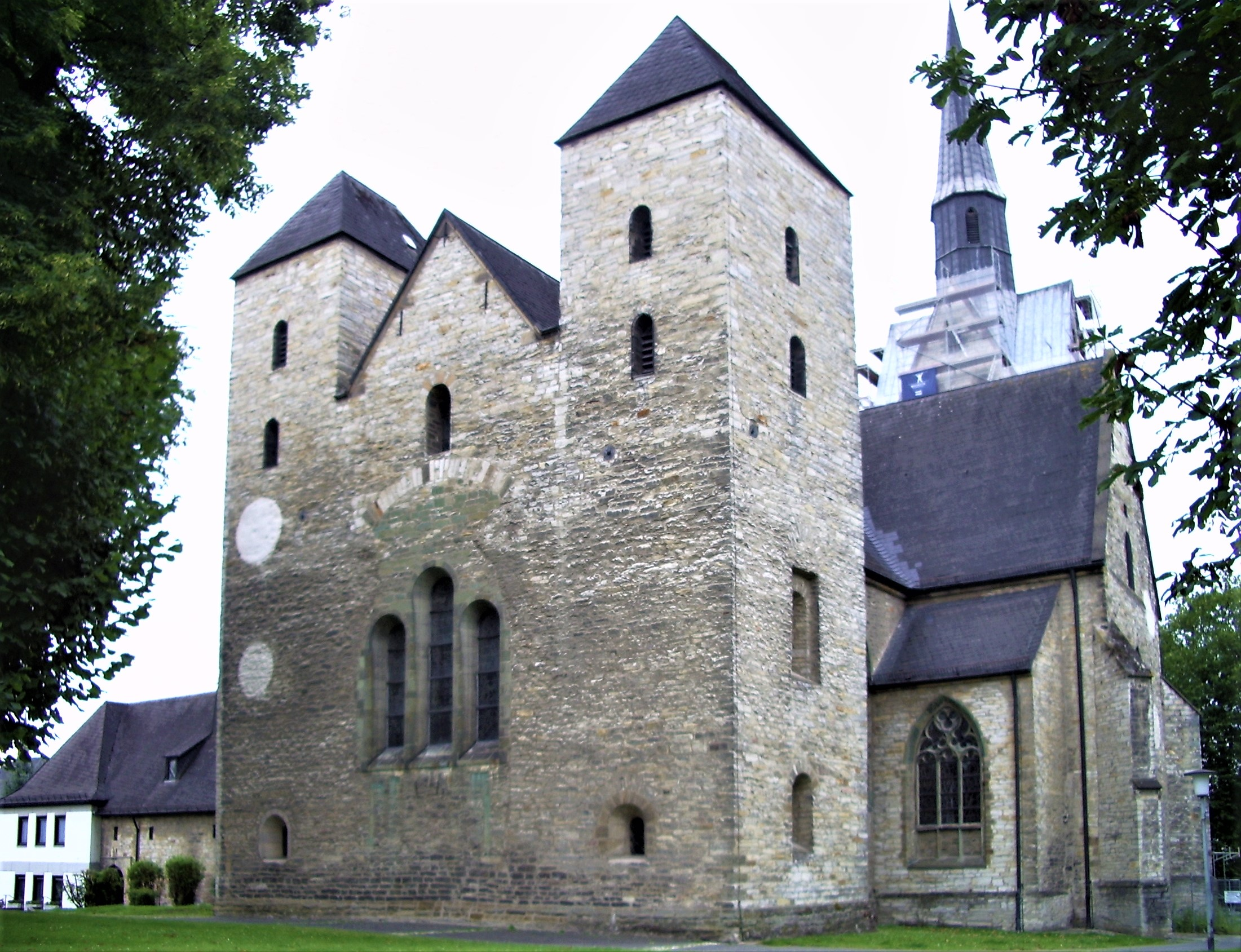
Choransicht mit Flankentürmen

Die Pfarrkirche St. Cyriakus ist ein denkmalgeschütztes Kirchengebäude in Geseke, im Kreis Soest (Nordrhein-Westfalen). Die ehemalige Stiftskirche des Frauenstiftes Geseke wurde damals wie heute als Pfarrkirche in Geseke genutzt und liegt im Pastoralverbund Geseke-Stadt des Dekanates Lippstadt-Rüthen im Erzbistum Paderborn. Das Gebäude steht inmitten eines parkartig angelegten Gartens mit musterartig angelegten, großen Grünflächen und farbig gestalteten Blumenbeeten. Etliche Gedenktafeln erinnern an Persönlichkeiten, ehemalige Geistliche und Ereignisse.

## Geschichte
In der Mitte des 10. Jahrhunderts gründete die Geseker Frauenkommunität der sächsischen Grafenfamilie der Haholde ein Damenstift. Der König Otto I. bestätigte die Stiftung durch Hohold und seine Geschwister, omne, quod eiusdem civitatis interioris muri ambitu continetur Die Nonnen erhielten 986 von Otto III. das Recht, eine Äbtissin zu wählen, gleichzeitig wurde die Immunität gewährt. Es wurde 1014 von Hildegunde, der Äbtissin in Geseke, unter den Schutz von Erzbischof Heribert von Köln gestellt und wurde 1823 mit dem Tod der Äbtissin Bernhardina Sophia von Plettenberg-Lenhausen unter preußischer Herrschaft aufgelöst.
Nach der Gründung des Damenstiftes wurde die Stiftskirche gebaut, sie diente als kirchlicher Mittelpunkt für die Damen der Stiftsfreiheit. Bei Grabungen im Jahr 1932 wurde ein Vorgängerbau des 10. oder 11. Jahrhunderts belegt. Die Querhausbasilika war flach gedeckt und besaß einen quadratischen Chor sowie Apsiden. Von diesem Vorgängerbau sind Reste der Umfassungsmauern im Querhaus und der südliche und nördliche Vierungsbogen erhalten.:S. 347

## Architektur und Innenausstattung
Die ehemalige Stiftskirche ist eine Halle zu zwei Jochen und einem Querhaus, wurde in Bruchstein errichtet und verputzt. Der Chor schließt gerade, die Kirche besitzt zwei Flankentürme und einen wuchtigen Westturm. Die Sakristei ist im ehemaligen Kapitelsaal untergebracht, der romanische Kreuzgang schließt sich daran an. Der Westturm wurde in der zweiten Hälfte des 12. Jahrhunderts errichtet, die Balken oberhalb der Empore wurden nach dem Ergebnis einer dendrochronologischen Untersuchung zwischen 1167 und 1176 eingebaut.:S. 147 Die Ostteile wurden zwischen 1156 und 1180 gebaut, in dieser Zeit wurde auch das Querhaus mit Gewölben über rundbogigen Vierungs- und Schildbögen eingewölbt. Das Gewölbe an der Nordseite ist mit 1474 bezeichnet, das Gewölbe in der Vierung wurde im 19. Jahrhundert erneuert. Im 15. Jahrhundert wurde wohl die nördliche Apsis rechteckig erneuert. Das Langhaus wurde in der ersten Hälfte des 13. Jahrhunderts als gewölbte Hallenkirche neu gebaut, in dieser Zeit wurde der Westturm um drei Geschosse mit Schallarkaden aufgestockt. Die hochgotischen Maßwerkfenster des Langhauses können ab Mitte des 13. Jahrhunderts entstanden sein, wurden aber teilweise im 14. und 15. Jahrhundert erneuert. Die Verbindung von romanischem Westturm mit (hoch-)gotischem Hallen-Langhaus deutet auf das Vorbild des Paderborner Doms.
Nach dem Ergebnis dendrochronologischer Untersuchungen wurden die Obergeschosse des südlichen Chorturmes von 1445 bis 1450 erneuert. Das heute vermauerte Portal im Nordquerhaus trägt die Bezeichnung 1467. Die Ausmalungen der Gewölbe im Langhaus wurden zu Anfang des 16. Jahrhunderts vorgenommen und 1971 zum Teil aufgedeckt. Bis zum 17. Jahrhundert standen insgesamt 16 Altäre im Innenraum, nach einem Visitationsbericht von 1717 waren es nur noch 12 und bis zur Mitte des 18. Jahrhunderts wurden auch diese abgebaut und durch die barocke Altartrias ersetzt.:S. 152 Bei der Renovierung in den Jahren 1878 bis 1894 wurden nach Plänen von Arnold Güldenpfennig die Obergeschosse des Westturmes umgebaut; als Vorbild diente dabei der Paderborner Dom. Die beiden Portale im Langhaus und die Dreifenstergruppe im Chor wurden eingebaut.:S. 147 Die gedrungenen Flankentürme des monumentalen Westturmes waren ursprünglich nur durch einige Rundbogenfenster gegliedert. Am Langhaus sind noch Spuren von rundbogigen, zweibahnigen Fenstergruppen des 13. Jahrhunderts erhalten. Die Portale an der Süd- und Nordseite des westlichen Langhausjoches wurden im 19. Jahrhundert eingebaut.
An der Südseite des Turmes ist unter den Biforien des 19. Jahrhunderts eine Biforie aus dem Mittelalter erhalten, die für die neuen als Vorbild diente. Im Langhaus ruhen auf massigen, kreuzförmigen Pfeilern mit halbrunden Vorlagen gebuste Kreuzrippengewölbe, die tief herabgezogen sind. Die Kapitellzone mit hohen Kämpferblöcken und einem durchlaufenden Bogenfries wirkt ungewöhnlich. Die Schildbögen sind in Grünsandstein abgesetzt. In den schmalen Seitenschiffen ruhen kuppelige Gewölbe auf rechteckigen Vorlagen. Im südlichen Querarm ruht ein Gratgewölbe des 12. Jahrhunderts auf Wandvorlagen. Im 12. Jahrhundert wurden den Vierungspfeilern zu den Querhausarmen Strebepfeiler vorgesetzt. Die Pfeiler in der Vierung wurden im 19. Jahrhundert erneuert. Die Vierungsbögen an der Süd- und Nordseite aus älterer und neuerer Zeit sind nicht konzentrisch. Der Chor und die Vierung sind mit gebusten Kreuzgratgewölben ausgestattet. Unter dem Spitzbogenfenster im westlichen Chorjoch ist eine Blendarkatur zu sehen. Die Flankentürme sind zum Ostchorjoch durch eine Arkade im Erdgeschoss und eine Biforie im Obergeschoss geöffnet. Die Turmkapellen sind kreuzgratgewölbt, sie besitzen im Osten Apsiden in der Wandstärke; auf den Wandfenstern sind Säulenrahmungen aufgemalt.:S. 347 Am Nordeingang, in der Nähe der Taufkapelle, ist eine kleine Öffnung, die sogenannte Totenflucht in die Wand eingelassen. Früher wurde hier während der Beerdigung ein Licht aufgestellt. In der heutigen Zeit brennt hier für die Verstorbenen Gemeindemitglieder, solange sie noch nicht beerdigt sind, ein Licht.
Der Innenraum wurde 2007 umfangreich renoviert, seit 2008 ebenso der Außenbau und farblich neu gestaltet. Die Baufugen wurden farblich abgesetzt und die Schallluken betont. In diesem Zusammenhang wurde auch eine Außenbeleuchtung installiert. Die Schieferkehlen auf dem Dach wurden erneuert, im Turmhelm wurden neue Balken eingezogen und die große Einfriedungsmauer saniert.

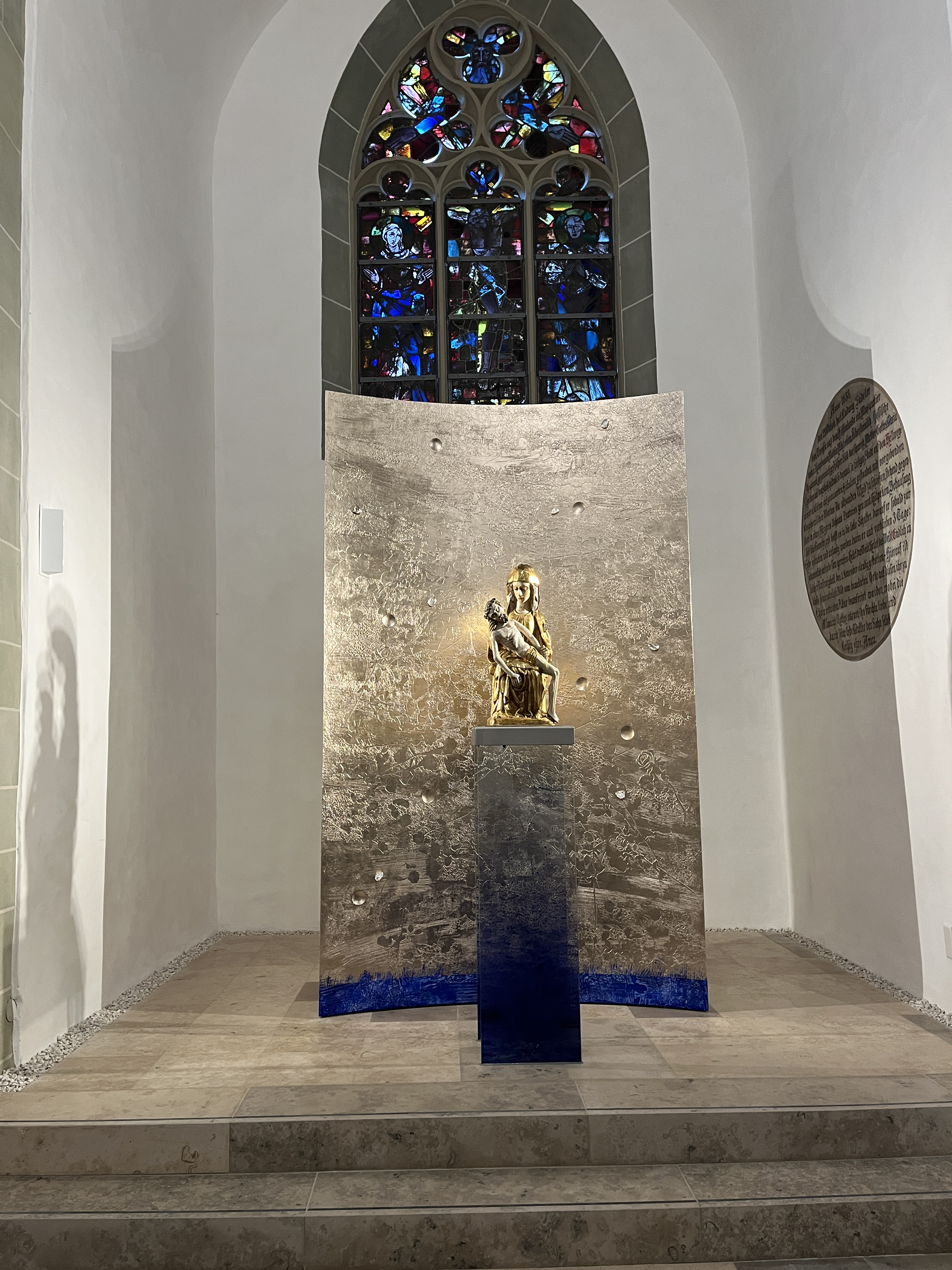
Maria Schuss im neu gestalteten Seitenaltar, 2024

Zwischen 2023 und 2024 wurde die Kirche komplett renoviert und künstlerisch erneuert. Am 1. Dezember 2024 wurde sie feierlich von dem Geseker Reinhard Marx eingeweiht. Die künstlerische Gesamtleitung hatten Gabriele Wilpers und Herbert Galle. Neben einem neuen Altar wurde von ihnen auch ein Ambo und zwei Seitenaltäre für Maria Schuss und Josef künstlerisch neu gestaltet.

## Wallfahrt
Mittelpunkt der Wallfahrt ist das Gnadenbild der schmerzensreichen Mutter, Maria Schuss. Es wurde im 15. Jahrhundert geschaffen und 1633 in die Kirche übertragen. Einen Höhepunkt erlebte die Wallfahr im 18. Jahrhundert. Von der Marienverehrung zeugen etliche Votivgaben und Stiftungen. Die Wallfahrt lebte in den letzten Jahren wieder auf, um Angehörigen geistlicher Berufe eine kurze Auszeit zu ermöglichen.

## Ausstattung

### Hochaltar
Der Hochaltar wurde 1727 von Christophel Papen gebaut.:S. 348 Er besteht aus zwei Attikageschossen mit prachtvollen Reliefs aus Alabaster. Im Auszug steht eine vollplastische Figur des Christus mit der Weltkugel, er wird von Engeln auf einem Podest getragen. Darüber ist in reicher Verzierung das Christusmonogramm zu sehen. Das Retabel aus schwarzem Marmor bildet einen Kontrast. Die Inschrift unter dem Pelikan ergibt im Chronogramm die Jahreszahl 1932.:S. 153

### Sonstige Ausstattung

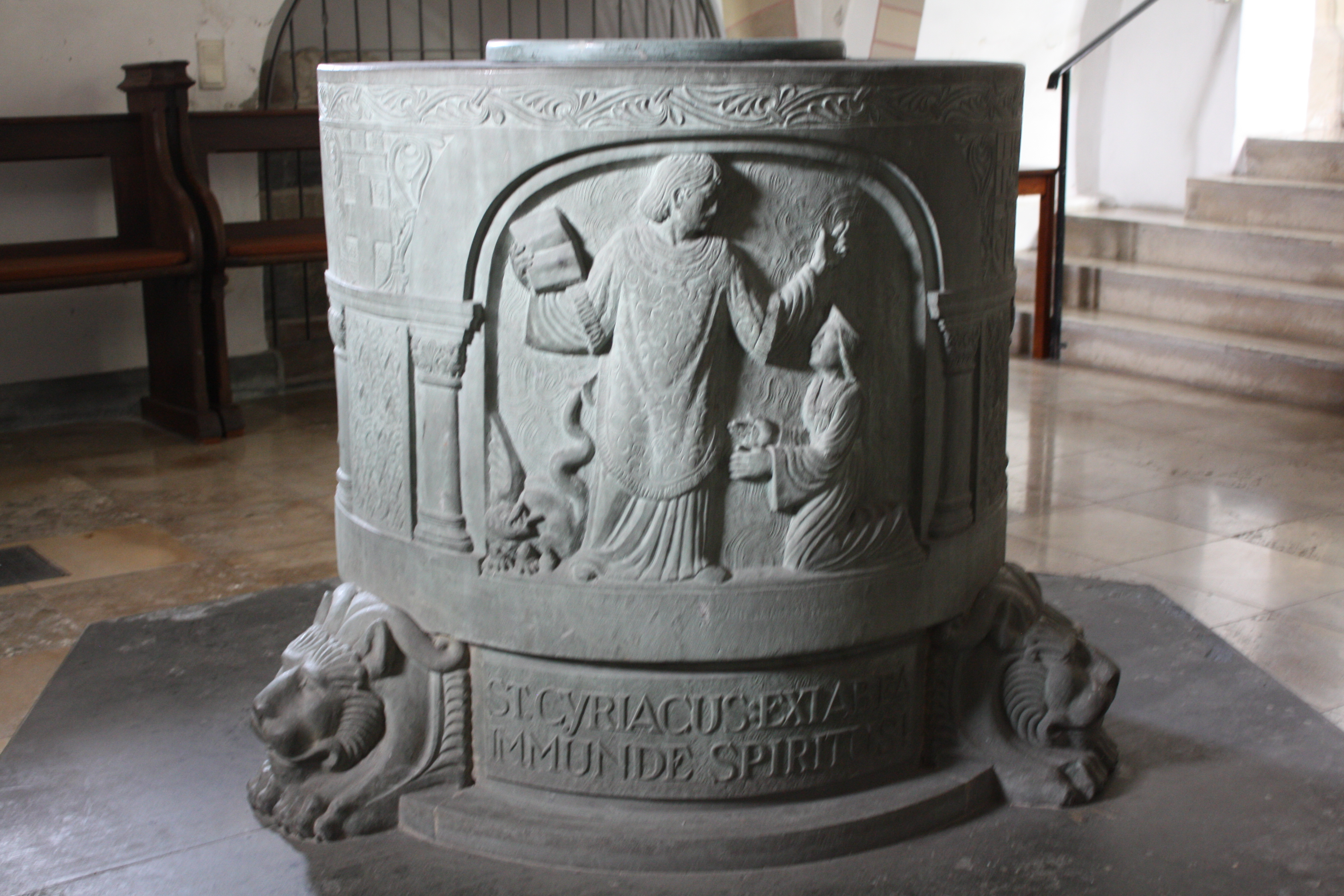
Taufbecken

- Das Sakramentshaus vom Anfang des 16. Jahrhunderts besitzt neugotische Figuren.[7]:S. 348
- Auf dem Taufbecken ist der hl. Cyriakus, der Patron der Kirche und einer der vierzehn Nothelfer, mit dem Attribut Teufel dargestellt.[13]
- Die Orgel wurde 1712 von Henrich Mencke erbaut, der Prospekt von Johann Wilhelm Tüllmann mit ornamentalen und vegetabilen Elementen beschnitzt. Das heutige Orgelwerk wurde 1890 von Carl Tennstädt eingebaut.[9]:S. 154
- Die Pietà wurde in der ersten Hälfte des 15. Jahrhunderts geschnitzt. Sie stand ursprünglich in einem Bildstock am Hellweg.[7]:S. 348
- Eine Holzfigur, die über der Tür zur Sakristei steht, stellt Cyriakus dar. Sie wurde im 17. oder 18. Jahrhundert in der Werkstatt des Franz-Dieter Brock geschnitzt. Da sie stark durch Holzwurmbefall geschädigt war, wurde sie in der Werkstatt Brock in Störmede gründlich entwurmt und restauriert. Die Wurmlöcher wurden mit künstlichem Holz gefüllt und alte Farbschichten aufgedeckt. Die Figur wurde neu gefasst und mit Pudersilber bearbeitet. Der Heilige ist in einer Ritterrüstung dargestellt, der Überlieferung nach soll er in den Jahren 1410 bis 1415 der Bevölkerung auf einem weißen Pferd und in silberner Rüstung zur Hilfe gekommen sein.[14]
- An der Nordseite steht in einer rechteckigen Nische der Schrein des Cyriakus, er wurde 1684 angefertigt.[7]:S. 348
- Die beiden Reliefplatten aus Stein sind Arbeiten aus der ersten Hälfte des 17. Jahrhunderts; sie zeigen die Auferstehung Christi und das Heiligenmartyrium.
- Im Innenhof sind Epitaphien verstorbener Stiftsdamen erhalten.[15]
- Das Hauptgeläut im Westturm besteht aus vier Bronzeglocken der Glockengießerei Junker in Brilon von 1948, gestimmt auf c′-es′-f′-g′. Im Dachreiter hängt eine kleine Kleppglocke, die an Hochfesten erklingt und auf h" gestimmt ist. Die Glocke wurde 1674 von Johann de la Paix gegossen.[7]:S. 348
- In der Turmhalle wird ein Heiliges Grab gezeigt.[16]

## Stiftsbauhütte
Die Stiftsbauhütte dient der Erhaltung der Kirche. Hier schließen sich informell Personen zusammen, die sich ideell, finanziell oder auch persönlich für dieses Ziel einsetzen. Als Signet wurde das alte Geseker Stiftswappen gewählt.
Die beim Bau verwendeten Bruchsteine sind tektonisch vorgeschädigt. Die kleinen Risse im Mauerwerk erweitern sich durch Umwelteinflüsse stetig, der Stein zerbröselt und wird nur noch durch den Mauerverbund gehalten. Seit der letzten Außenrenovierung in den 1980er Jahren haben die Schäden stark zugenommen. Das Fugenmaterial lässt sich stückweise mit den Fingern herausnehmen, eine Verbindung zum Untergrund ist nicht mehr gegeben. Der Bau ist in der Statik gefährdet. Als Oberflächenschutz soll eine dünne mehrschichtige Schlämme aufgetragen werden. Die darunterliegende Steinstruktur soll weitgehend sichtbar bleiben. Zerfallene Steine müssen entfernt und erneuert werden, jeder Stein muss überprüft werden.